# Greene (Einbeck)
Der Flecken Greene ist eine Ortschaft der Stadt Einbeck im südniedersächsischen Landkreis Northeim.

## Geographie
Greene befindet sich im nordöstlichen Teil der Stadt Einbeck und liegt direkt an der Leine im Norden des Höhenzugs Hube. Den Ort durchqueren die Landesstraße 487, die Bundesstraße 64 und die Bahnstrecke Altenbeken–Kreiensen.

## Geschichte
Erste urkundliche Erwähnung durch Otto II. fand der Ort im Jahr 980. Die Hüburg als ottonische Burg auf einer Anhöhe zwischen Greene und Ippensen gilt als Vorläufer der 1308 errichteten Burg Greene und deutet auf eine frühere Ansiedlung hin. Der Ort wurde an einem Handelsweg angelegt. Die Leine wurde anfangs per Furt überquert, für 1062 ist aber bereits eine Brücke dokumentiert.

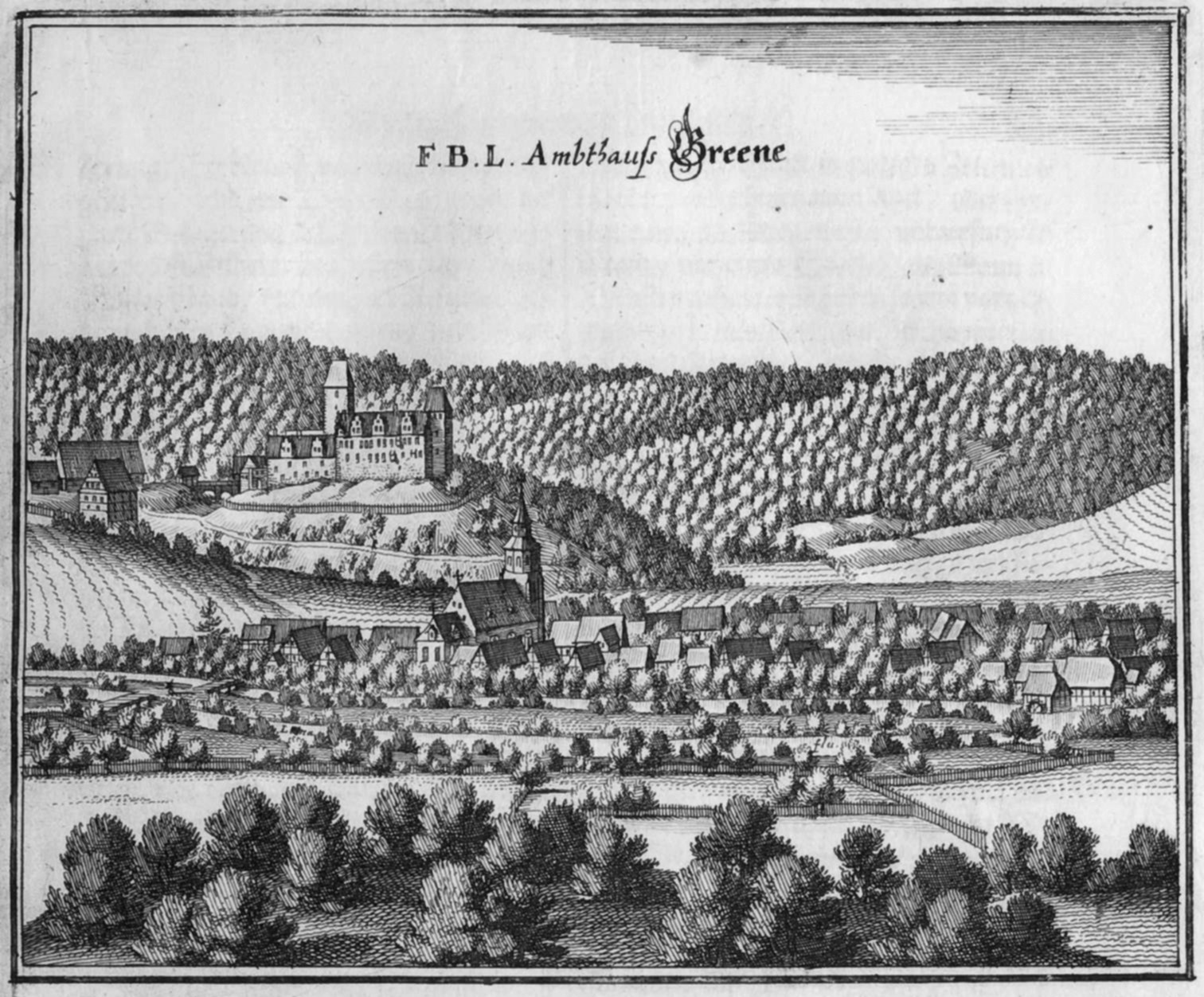
Merian-Stich von Greene mit Burg (1654)

Die Burg Greene wurde im Jahr 1495 Sitz des Herzoglichen Amtes Greene im Fürstentum Braunschweig-Wolfenbüttel. Nachdem Greene im Jahre 1553 bei einer Auseinandersetzung zwischen Graf Vollrad von Mansfeld und Markgraf Albrecht großen Schaden genommen hatten, baute es Herzog Heinrich II. sofort und schöner wieder auf. Im Verlauf des Dreißigjährigen Krieges wurde der Ort dann mehrmals von schwedischen Truppen eingenommen und verwüstet, jedoch im Anschluss immer wieder größtenteils instand gesetzt. Neben den üblichen Hirschen, Rehen, Wildschweinen und Wölfen, wurden im Jahre 1652 im Ackenhäuser Holz nahe dem Ort auch drei Luchse gesichtet, geschossen und sogleich ob ihres erstmaligen Auftretens zur herzoglichen Residenz nach Wolfenbüttel gebracht. Zu dieser Zeit ernährten sich die Bewohner des Amtes Greene hauptsächlich vom Ackerbau, den sie auf den fruchtbaren Feldern längs der Leine betrieben. Führte der Fluss anstatt im Frühjahr erst im Sommer Hochwasser, konnte der sonst so nährstoffreiche Schlamm des Flusses eine ganze Ernte zunichtemachen. Neben dem Ackerbau gab es um das Jahr 1654 im Ackenhäuser Holz nahe dem Ort zwei „ansehnliche“ Glashütten, welche sowohl Wein- und Biergläser als auch Fensterglas produzierten und in denen jeweils bis zu 24 Personen in Tag- und Nachtschicht arbeiteten. Das Glas wurde zwar „in großer Menge“ innerhalb des Fürstentums verkauft, aber der Großteil der Produktion wurde nach Bremen, nach Amsterdam und weitere holländische Städte, ja sogar international verkauft.
Im Jahr 1732 erhielt Greene das Marktrecht durch Herzog Ludwig Rudolf. Von 1807 bis 1813 war Greene Hauptort im Kanton Greene. Ein Postreiter zwischen Braunschweig und Holzminden wurde 1743 von einer fahrenden Post auf gleicher Strecke abgelöst. Man kann davon ausgehen, dass es damals bereits eine Postwärterei in Greene gab. Zu weiteren Details bezüglich der Entwicklung des Postwesens in Greene siehe: Postroute Braunschweig-Göttingen. 1849 bis 1967 bestand das Amtsgericht Greene.
Im 20. Jahrhundert wurde direkt im Leinetal, am Nordrand von Greene, mit Blick auf den Eisenbahnviadukt und die Greener Burg das Baugebiet „Löberfeld“ ausgewiesen.

### Eingemeindungen
Durch die niedersächsische Verwaltungs- und Gebietsreform wurde Greene am 1. März 1974 mit 15 weiteren ehemaligen Gemeinden eine Ortschaft der Gemeinde Kreiensen, die zum 1. Januar 2013 mit Einbeck fusionierte.

### Einwohnerentwicklung
| Jahr      | 1910  | 1925  | 1933  | 1939  | 1950  | 1956  | 1961   | 1970   | 1973  | 2017 | 2020   |
| --------- | ----- | ----- | ----- | ----- | ----- | ----- | ------ | ------ | ----- | ---- | ------ |
| Einwohner | 1292  | 1428  | 1413  | 1415  | 2510  | 2093  | 2011   | 2387   | 2347  | 1487 | 1453   |
| Quelle    | [ 7 ] | [ 8 ] | [ 8 ] | [ 8 ] | [ 9 ] | [ 9 ] | [ 10 ] | [ 10 ] | [ 1 ] |      | [ 11 ] |

|  |

## Politik

### Ortsrat
Der Ortsrat von Greene setzt sich aus sieben Ratsmitgliedern zusammen:
- WG Greener Liste: 7 Sitze

(Stand: Kommunalwahl 2021)

### Ortsbürgermeister
Der Ortsbürgermeister ist Frank-Dieter Pfefferkorn (WG).

### Wappen
Der Entwurf des Kommunalwappens von Greene stammt von dem Heraldiker und Wappenmaler Gustav Völker, der zahlreiche Wappen in der Region Hannover erschaffen hat. Das Wappen wurde am 14. Februar 1962 vom Gemeinderat beschlossen und die Genehmigung wurde am 29. August desselben Jahres durch den braunschweigischen Verwaltungspräsidenten erteilt.
| Wappen von Greene | Blasonierung: „In Blau, über grünem Schildfuß eine silberne Zinnenmauer überragt von einem silbernen gezinnten Turm, auf dem Schildfuß ein senkrecht gestellter Dreieckschild mit von Blau und Silber gestücktem Bord, darin in Rot ein steigender, rechtsgerichteter goldener Löwe.“ |
| Wappen von Greene | Wappenbegründung: Die symbolisierte Burg deutet auf die Burg Greene hin, die einst Mittelpunkt eines größeren Gebietes war. Sie wurde im Jahre 1308 von den Edelherren von Homburg zur Sicherung ihres umfangreichen Besitzes errichtet. Der abgebildete Dreiecksschild ist dem Wappenschild dieser Edelherren entlehnt. Die Burg wurde 1553 und im Dreißigjährigen Krieg zerstört und 1694 schließlich abgebrochen. Am 1. März 1974 wurde Greene in die Ortschaft Kreiensen eingegliedert, die ihrerseits einen Platz für den Homburger Löwen in ihrem aktuellen Wappen eingeräumt hat. So wird Kreiensen das geschichtliche Erbe von Greene in die Zukunft weitertragen. |

## Kultur und Sehenswürdigkeiten

### Bauwerke

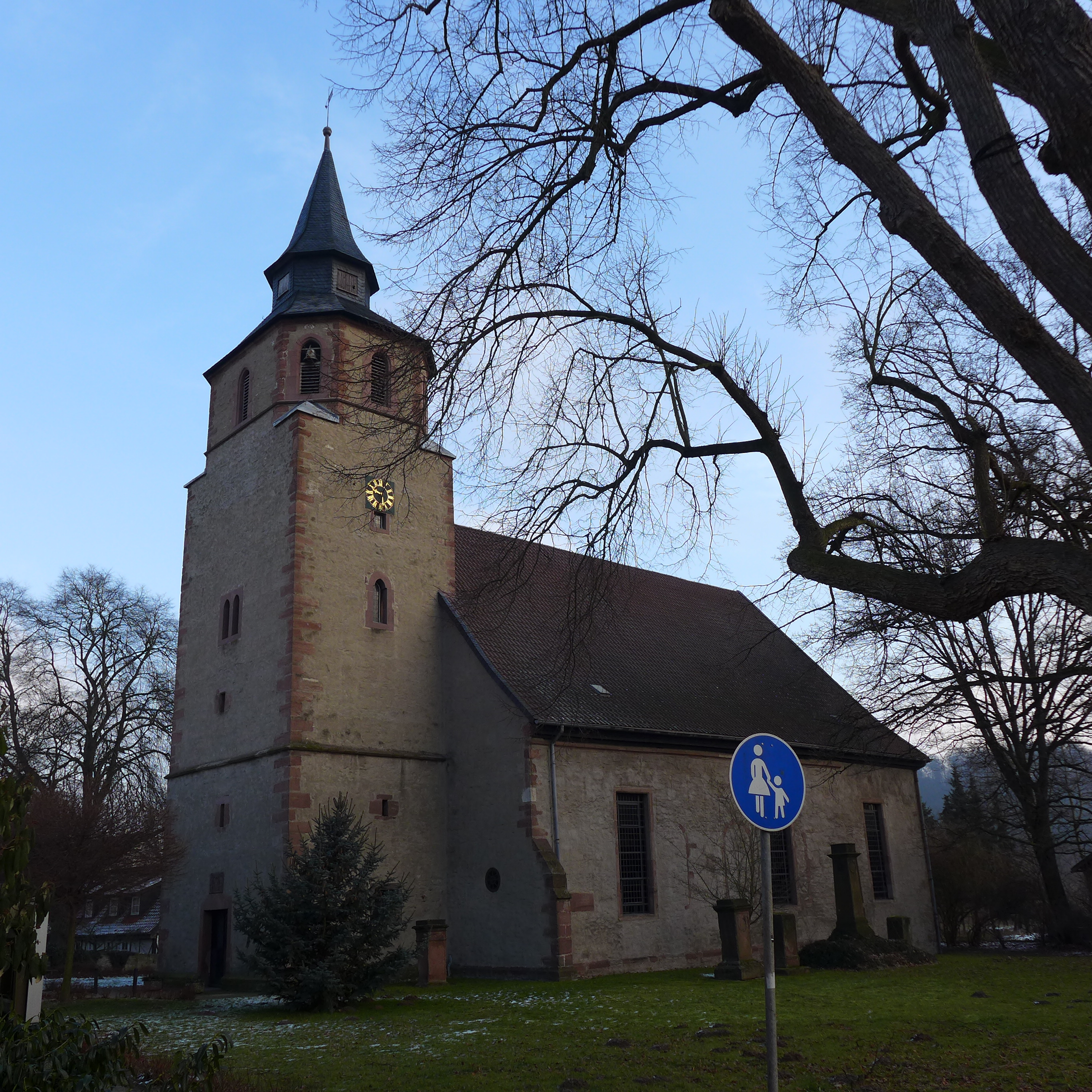
Ev. St.-Martins-Kirche

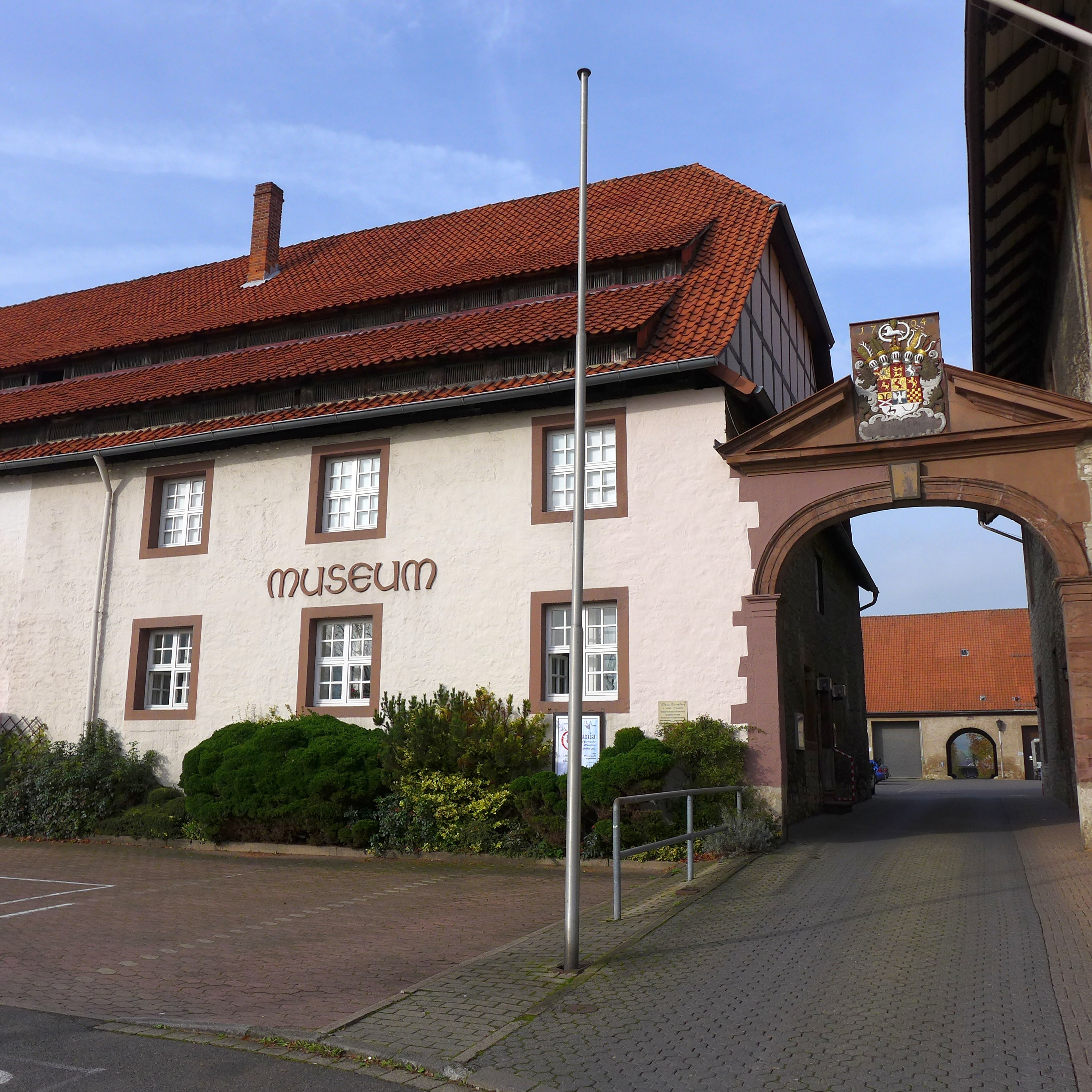
Heimatmuseum Greene

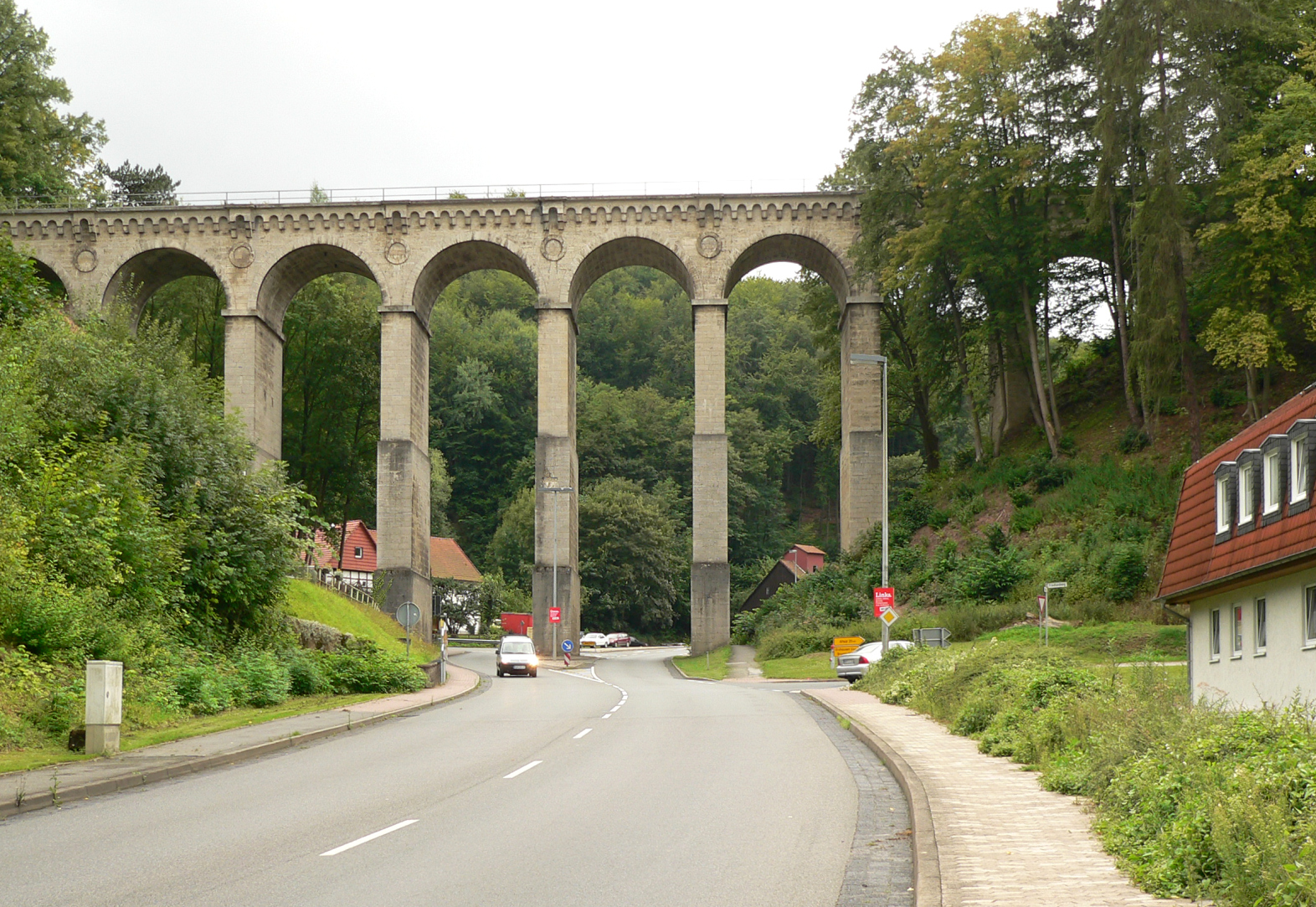
Eisenbahnviadukt

- Die Burg Greene wurde im Jahr 1308 von den Edlen von Homburg errichtet und 1694 mit der Dezember-Anordnung der Braunschweiger Herzöge Rudolf August und Anton Ulrich aufgegeben. Der Turm beherbergt heute ein Denkmal für die Heimkehrer aus russischen Kriegsgefangenenlagern und die, die in den Lagern umgekommen sind.
- Die St.-Martins-Kirche wurde 1439 an Stelle einer romanischen Kirche erbaut, deren Zerstörung im Jahr 1424 mit Ansprüchen Hildesheims auf das von den Welfen reklamierte Homburger Erbgut zusammenhängt.[16][17] Die Herren von Rauschenplatt stifteten diese Kirche gemäß einer Inschrift an der Südwand. 1575 wurde der Bau um einen achteckigen Turmaufsatz erweitert. 1690 wurden Chorraum und Fenster vergrößert. 1935 bekam der Turm eine neue Schieferdeckung. 1977 fand eine weitere Renovierung statt.
- Das evangelisch-lutherische Pfarrhaus am Kirchplatz ist ein historisches Fachwerkhaus mit sehenswerten ornamentalen Schnitzereien.[18]
- Die Villa des königlich preußischen Generalleutnants a. D. Wilhelm von Dehn-Rotfelser (1850–1932), Sohn des Architekten der Gemäldegalerie Kassel von 1870 Heinrich von Dehn-Rotfelser.[19]
- Das Heimatmuseum im ehemaligen herzoglich braunschweiglichem Domänenhof, Steinweg 24. Eine historische Vierflügelanlage aus der Zeit um 1700 mit Freiflächen, ehemaliges Amtshaus 1875/76, von Johann Caspar von Völcker entworfen, später zeitweise Nutzung als Gefängnis, und ein ehemaliges Scheunengebäude, tiefgreifend umgebaut. Im nördlichen Flügel des Domänengebäudes wurde von 1820 bis 1963 Greener Kornbranntwein hergestellt.
- Das 34 Meter hohe Luhetal-Viadukt wurde 1865 aus Dolomit vom Höhenzug Selter nach Franz von Rzihas Plänen gebaut.
- Der Hirschsprung im Greener Wald zwischen Greene und Holtershausen.
- Fischaufstiegsanlage von 2010/11 am ca. 50 m langen Streichwehr der Leine (sog. Leinewehr, bzw. Überfall). Dieses Querbauwerk ermöglicht hier den wandernden Fischen und Wirbellosen einen durchgängigen Aufstieg im Fischpass. Auch war dieser Bau eine der Voraussetzungen für die wasserrechtliche Betriebserlaubnis für die Turbine der Wasserkraftanlage Greene im unmittelbar nahen, ca. 100 m langen vormaligen Mühlengraben, der mit Stahlspundwänden und Stahlbeton erneuert wurde. Dieser historische Mühlengraben ermöglichte früher den Betrieb einer Mühle und treibt seitdem eine Turbine zur Stromerzeugung an.[20][21][22]
- Ein Aussiedlerhof bei Greene, Unter dem Hirschsprung 3, wurde 2011 zu einer modernen Reitanlage mit Schwerpunkt Westernreiten umgebaut. Bereits von 1829 bis 1960 war in Greene eine der ältesten Deckstationen des Herzoglich Braunschweigischen Gestüts untergebracht.
- Das 1972 erbaute, mit 29 °C Wassertemperatur beheizte Hallenbad Greene mit einer Wasserfläche von 10 × 25 m wurde bis 1993 von der Gemeinde Kreiensen betrieben. Als das Bad geschlossen werden sollte, übernahm die Bürgerinitiative des Fördervereins Hallenbad Greene e. V. den Badebetrieb.
- Das historische Elektrizitätswerk von Greene war das erste Überlandwerk im Herzogtum Braunschweig. Es wurde von Christian Strote im Jahre 1902 in der Marktstraße 18 an der Leine gebaut und versorgte damals dank der Wasserkraft der Leine 30 Ortschaften der Umgebung mit Strom und Licht. Vordem stand dort ein sehr altes Mühlengebäude. Um 1880 wurde zunächst die Ölmühle und dann 1901 die dortige Sägemühle stillgelegt sowie 1923 auch noch eine dortige Mahlmühle. Nach dem Zweiten Weltkrieg übernahm die Hannover-Braunschweigische Stromversorgungs-AG (Hastra), 1999 in Avacon aufgegangen, die Stromversorgung dieses Überlandwerkes. In der historischen Halle in Greene wurde danach ein Zweigbetrieb der Werkzeugfabrik Carl Bruns Kreiensen eingerichtet, der bis Kriegsende Tragflächen für die Focke-Wulf Ta 154 herstellte.[23]
- Seit 1839 wird der Wasserstand der Leine an der Pegelstation in Greene zwecks Erkennung von Hochwassergefahren aufgezeichnet. Aktuell besteht ein Pegelhaus in einer massiven Einfriedung.[24]

### Regelmäßige Veranstaltungen
- Zum 285. Mal wurde vom 6. bis 8. Oktober 2017 der Greener Jahrmarkt auf dem Domänengelände (Amtshof) in Greene abgehalten. Auch dieser wurde wieder eröffnet mit dem obligatorischen Ruf „Prost Jahrmarkt“.[25]
- Alljährlich findet unter Mithilfe und Aufsicht der Feuerwehr Greene ein Osterfeuer an der alten Apotheke in Greene statt. Traditionell erfolgt der Aufbau des dafür notwendigen Gerüstes am Gründonnerstag.

## Persönlichkeiten

### Söhne und Töchter des Ortes
- Johann Ernst Löding (um 1756–1826), Diakon und Goldschmiedemeister
- Fritz Mackensen (1866–1953), Maler, Mitbegründer der Künstlerkolonie Worpswede und Leiter der Nordischen Kunsthochschule, der heutigen Hochschule für Künste Bremen
- Gottlieb Elster (1867–1917), Bildhauer
- Wilhelm Mackensen (1869–1955), Architekt
- Rudolf Brinkmann (1893–nach 1973), Nationalökonom und Staatssekretär im Nationalsozialismus
- Bodo Christ (1941–2016), Mediziner und Anatom, sein Forschungsschwerpunkt lag auf der molekularen Embryologie und der Somitogenese
- Birgit Balke (* 1957), Tischtennisspielerin

### Personen, die mit dem Ort in Verbindung stehen
- Johann Caspar von Völcker (1655–1730), Ingenieur, Architekt, Braunschweiger Festungsbaudirektor und Generalmajor, er plante einen von 1696 bis 1704 errichteten Domänenbau in Greene
- Friedrich Stegen (1815 oder 1818–1875), Arbeiterfunktionär, Buchdrucker und 1849 Mitbegründer der Norddeutschen Arbeitervereinigung, brachte u. a. den Allgemeinen Anzeiger für das Amt Greene heraus
- Franz von Rziha (1831–1897), Eisenbahn- und Tunnelbauer und Erfinder, er entwarf die Pläne für den 1865 errichteten Luhetal-Viadukt bei Greene
- Hanna Neumeister, geborene Meyer (1920–2010), Zahnärztin in Greene und Politikerin (CDU), unter anderem Mitglied des Bundestages